# 尖细异赛瓜参
尖细异赛瓜参（学名：Allothyone mucronata）为沙鸡子科异赛瓜参属的动物。分布于印度尼西亚以及中国大陆的广东到北部湾沿岸、海南等地，多见于水深20-89米的软泥底。该物种的模式产地在印度尼西亚。